# Elecciones estatales de San Luis Potosí de 2003
Las elecciones estatales de San Luis Potosí de 2003 se llevaron a cabo en dos jornadas diferentes, la primera el domingo 6 de julio de 2003, simultáneamente con las elecciones federales, y en ellas se renovaron los siguientes cargos de elección popular en el estado mexicano de San Luis Potosí: 
- Gobernador de San Luis Potosí. Titular del Poder Ejecutivo del estado, electo para un periodo de seis años no reelegibles en ningún caso, el candidato electo fue Marcelo de los Santos del Partido Acción Nacional.
- 15 diputados del Congreso del Estado. Electos por mayoría relativa en cada uno de los Distrito Electorales.

Y la segunda el domingo 19 de octubre de 2003 en que se eligió:
- 58 ayuntamientos. Compuestos por un presidente municipal y un grupo de regidores, electos para un periodo de tres años no reelegibles para el periodo inmediato.

## Resultados electorales

### Gobernador
|  | 42.8 % |

|  | 37.6 % |

|  | 15.0 % |

|  | 1.5 % |

|  | 2.9 % |

|  | 100.00 % |

### Ayuntamientos

#### Ayuntamiento de San Luis Potosí
- Octavio Pedroza Gaitán  Hecho

#### Ayuntamiento de Mexquitic de Carmona
- José Fidel García Pacheco  Hecho

#### Ayuntamiento de Soledad de Graciano Sánchez
- Roberto Cervantes Barajas  Hecho

#### Ayuntamiento de Cerro de San Pedro
- Oscar Loredo Loredo  Hecho

#### Ayuntamiento de Ahualulco
- Claudio Juárez Mendoza  Hecho

#### Ayuntamiento de Matehuala
- José Everardo Nava Gómez  Hecho

#### Ayuntamiento de Ciudad Valles
- Jorge Terán Juárez  Hecho

#### Ayuntamiento de Río Verde
- Fausto Izar Charre  Hecho

#### Ayuntamiento de Xilitla
- María Natividad Rendón Medina  Hecho